# Dasyprocta ruatanica
Агуті роатанський (Dasyprocta ruatanica) — вид гризунів родини агутієвих, що проживає тільки на острові Роатан, Гондурас у первинних і вторинних лісах.

## Морфологія
Хутро рівномірно оранжево-коричневе, з чорною памороззю чи кільцями біля кореня. Кільцеподібна структура кидається в очі на спині й у меншій мірі на крупі. Черевна поверхня, забарвлена як спина, але більш оливкова. Біла пляма знаходиться на підборідді і жовта пляма на середині задньої частини живота. Кінцівки того ж кольору що й тіло ближче до тулуба, а далі темніші, так що передні і задні ноги стають глибоко сиво-коричневими. Середні розміри дорослої самиці в мм: довжина голови і тіла, 435, довжина задніх ніг, 101. 

## Поведінка
Проводить велику частину свого часу сидячи (23,1%) і харчуючись (22,0%). Пошук їжі, який включає ходьбу, принюхування й копання займає 29.2% часу. Значно більшу частину часу проводить у ходьбі чи бігові ніж для харчування чи соціальної поведінки. Їсть квіти, фрукти й горіхи. Ховає насіння для зберігання. Соціальна поведінка включає в себе те, що тварини наближаються один до одного і труться мордочками. При загрозі настовбурчує волосся. Дотримання територіальної розмежованості не спостерігалося. На острові Роатан на Dasyprocta ruatanica полюють заради м'яса, тому побачивши людей він тікає.